# Lázár Vilmos (fogathajtó, 1967)
Lázár Vilmos (1967. március 26. –), fogathajtó, üzletember, a CBA elnöke, a Magyar Lovassport Szövetség elnöke, a Nemzeti Vágta elnöke. Tizenkétszeres kettesfogathajtó világbajnok, tizenötszörös magyar bajnok és kilencszeres derbigyőztes. A díjhajtás rekordere, hiszen hat évig 1997 és 2003 között veretlen volt a hazai és a nemzetközi versenyeken. A Szent István Egyetem egyetemi lovastanára.

## Életpályája
Életpályájában a sportolói és az üzletemberi vonások egyaránt érvényesülnek. Sportpályafutása párhuzamosan halad üzleti sikereivel és fejlődésével.
Lovaspályafutása 1984-ben kezdődött, amikor az Apajpusztai Országos Bajnokságon indult. Az első hajtás sikere meghozta a kedvét a sport további műveléséhez. 1985-ben már a 7. helyen végzett fogathajtásban, és az 1989-es esztendőtől kezdve sikert sikerre halmoz ebben a sportágban. 1989-ben, a Balatonfenyvesi VB-n már aranyérmet szerzett csapatban. 1993-ban a Gladstone-ban (USA) megrendezett versenyen ezüstérmet nyert, itt testvére, Zoltán volt a segédhajtója. Az amerikai verseny sikere hozta meg számára azt a kezdőlökést, amely után pályafutása töretlenül ívelt felfelé. Tanítómesterei között a magyar fogathajtás kiválóságai voltak, így például Máchánszky Gyula, Dr. Várady Jenő, Váczi Ernő, Bárdos György, Fülöp Sándor, Muity Ferenc, Fintha Gábor. Eddig tíz VB-n állt rajthoz, ezeken összesen hétszer aranyérmet szerzett. VB-győzelmein túl sokszoros magyar bajnok és nyolcszoros derbigyőztes.
Lázár Vilmos Magyarország legeredményesebb kettesfogathajtó sportolója. 2011-ben 26. versenyévadját kezdte el, ami világrekordnak számít.

## Üzleti pályafutásának mérföldkövei
- 1985 – családi textilkereskedelmi vállalkozásban dolgozik,
- 1993 – élelmiszer kiskereskedő vállalkozó,
- 1994 – CBA – tag, résztulajdonos,
- 2000 – a CBA Kereskedelmi Kft ügyvezetője,
- 2003 – a Resti Rt igazgatósági tagja,
- 2005 – a CBA elnökhelyettese,
- 2007 – a Lovas Világkupa Főszervezője,
- 2011 – a CBA Felügyelőbizottságának elnöke,
- 2011 – a Nemzeti Vágta elnöke és társtulajdonosa,
- 2016 – a CBA Kereskedelmi Kft. elnöke

## Lovas pályafutásának mérföldkövei
Lovas Egyesülete a Gödöllő – Domonyvölgy Lázár Lovaspark.
Edzője: Máchánszky Gyula, további meghatározó személyiségek a pályáján: Bárdos György, Muity Ferenc és Fintha Gábor. A díj- és akadályhajtásban Nagy Ferenc a segédhajtója, a maratonon Bene György.
- 1984 – Apajpusztai Országos Bajnokság,

### Kettesfogathajtó Világbajnokság győzelmei
- 1989. Balatonfenyves (HUN), aranyérem, csapat
- 1993. Gladstone (USA),  ezüstérem,
- 1999. Kecskemét (HUN),  aranyérem, egyéni és csapat
- 2001. Riesenbeck (GER), aranyérem, egyéni és csapat
- 2003. Jardy (FRA), aranyérem, csapat
- 2005. Salzburg (AUT), bronzérem
- 2007. Warka (POL), aranyérem egyéni, ezüstérem csapat
- 2009. Kecskemét (HUN), ezüstérem, csapat
- 2011. Conty (FRA), aranyérem, akadályhajtás,[6]
- 2011. Zánka (HUN), aranyérem, maratonhajtás,[7]
- 2012. Duna-Alpesi Kupa, aranyérem,[8]
- 2012. Tapolcsány, aranyérem, díj és akadályhajtás,[9]
- 2013. Kistopolcsány (SVK), aranyérem, egyéni és csapat
- 2015. Fábiánsebestyén, aranyérem, egyéni és csapat[10]
- 2017. Lipica (SLO) aranyérem, csapat

### Lovai
- Mythos, Favory Figarot, Figaró, mind lipicai fajta.

### Hazai győzelmei
- Tizenötszörös Magyar Bajnok (1989., 1993., 1994., 1998., 2001., 2003., 2004., 2005., 2007., 2008., 2010., 2012., 2013., 2014., 2015)
- Kilencszeres Magyar Derby-győztes (1989., 1991., 1993., 1995., 1996., 1997., 1999., 2001., 2003.)

## Kitüntetései
- 1989 Világbajnoki Érme
- 1993 az év lovas sportolója
- 1999 Budapest XVII. kerület díszpolgára
- 1999 Gróf Széchenyi István-emlékérem
- 1999 örökös bajnoki cím
- 1999 Abonyi Imre-díj
- 1999 az év sportolója díj
- 2001 az év sportolója díj
- 2003 Gróf Széchenyi István-emlékérem
- 2005 az év sportolója díj
- 2005 A Magyar Sportcsillagok Társaságának tagja
- 2009 Báthory Díj
- 2013 A Magyar Érdemrend tisztikeresztje
- 2024 A Magyar Érdemrend parancsnoki keresztje

## Családja
Édesapja id. Lázár Vilmos (1942–2006), akit a fogathajtásban csak az „Aranykovács” néven emlegettek, és aki életében a Magyar Lovas Szövetség Széchenyi díjasa és a 2-szeres világbajnok LÁZÁR Team csapatfőnöke volt.
Testvére Lázár Zoltán sportoló. Családi vállalkozásuk a domonyvölgyi Lázár Lovaspark.
Nős, felesége Vivienn.
Két gyermeke van, Zsófia és Vilmos, akik szintén folytatják a családi hagyományt.

### Interjúk
- Pénz, paripa, politika[halott link]
- Lázár Vilmos: a pályának lelke van Archiválva 2012. augusztus 29-i dátummal a Wayback Machine-ben